# Ruskin College
Das Ruskin College in Oxford ist ein unabhängiges College, dessen Mitglieder am Studienangebot der Universität Oxford teilnehmen. Anders als die meisten Oxforder Colleges ist es keines der konstituierenden Colleges der Universität, und seine Mitglieder erwerben normalerweise keine Abschlüsse der Universität Oxford.
Es ist nach John Ruskin benannt und wurde 1899 mit dem erklärten Ziel gegründet, Angehörigen der englischen Arbeiterklasse eine Ausbildung zu ermöglichen, die sie zur Übernahme von führenden Rollen in der Arbeiterbewegung befähigt, insbesondere in Gewerkschaften, der Labour Party, Genossenschaften und dergleichen. Noch heute fühlt sich das College der als working class bezeichneten Schicht der englischen Gesellschaft verpflichtet, was sich unter anderem in seiner Konzentration auf erwachsene Bewerber mit geringen formalen Qualifikationen äußert (das Durchschnittsalter seiner Studenten liegt laut Ruskin College bei 35 Jahren).